# 울산생활과학고등학교
울산생활과학고등학교(蔚山生活科學高等學校)는 대한민국 울산광역시 동구 화정동에 있는 공립 고등학교이다.

## 학교 연혁
- 1995년 2월 28일 : 화정실업고등학교 설립인가(남녀공학) 조리과, 실내디자인과, 유아교육과 각 2학급 관광과 4학급 계 10학급
- 1995년 3월 8일 : 개교 및 입학식
- 1997년 3월 1일 : 울산생활과학고등학교로 교명 변경
- 1998년 2월 12일 : 제1회 졸업식(503명)
- 2009년 1월 31일 : 영어전용교실 확보, 관광조리실습실 증설
- 2009년 2월 28일 : 관광종합실습실 정비
- 2010년 1월 31일 : 조리실습실 4실 증축
- 2015년 5월 14일 : 인조잔디운동장 구축
- 2019년 7월 11일 : 기초간호실습실 구축
- 2020년 1월 13일 : 종합간호실습실 구축 및 Wee Class(전문상담실) 리모델링
- 2024년 3월 1일 : 제13대 태희숙 교장 취임
- 2025년 1월 10일 : 제28회 졸업식 (졸업생 181명) 졸업생 누계(10,505명)
- 2025년 3월 4일 : 제31회 입학식 184명(보건간호과 2학급, 조리과 4학급, 사무행정과 2학급) 특수학급 3학급

## 설치 학과
- 조리과
- 보건간호과
- 사무행정과

## 참고 자료
- 울산생활과학고등학교 - 한국교육학술정보원 학교알리미